# Diskografie Dermota Kennedyho
Toto je seznam vydané diskografie irského zpěváka Dermota Kennedyho.

## Alba

### Studiová alba
| Název        | Detaily o albu                                                             | Umístění v hitparádách | Umístění v hitparádách | Umístění v hitparádách | Umístění v hitparádách | Umístění v hitparádách | Umístění v hitparádách | Umístění v hitparádách | Umístění v hitparádách | Umístění v hitparádách | Umístění v hitparádách | Prodeje      | Certifikace                    |
| Název        | Detaily o albu                                                             | IRE                    | AUS                    | BEL (FL)               | CAN                    | GER                    | NLD                    | NZ                     | SWE                    | UK                     | US                     | Prodeje      | Certifikace                    |
| ------------ | -------------------------------------------------------------------------- | ---------------------- | ---------------------- | ---------------------- | ---------------------- | ---------------------- | ---------------------- | ---------------------- | ---------------------- | ---------------------- | ---------------------- | ------------ | ------------------------------ |
| Without Fear | - Vydáno: 4. října 2019 - Vydavatelství: Island (UK), Interscope (US)      | 1                      | 37                     | 10                     | 11                     | 11                     | 27                     | 23                     | 48                     | 1                      | 18                     | - IRE: 7,000 | - BPI: Platinum - MC: Platinum |
| Sonder       | - Vydáno: 18. listopadu 2022 - Vydavatelství: Island (UK), Interscope (US) | 1                      | 14                     | 29                     | 19                     | 22                     | 89                     | —                      | —                      | 1                      | 74                     |              | - BPI: Gold                    |

### Znovuvydaná alba
| Název                              | Detaily                                                  |
| ---------------------------------- | -------------------------------------------------------- |
| Without Fear: The Complete Edition | - Vydáno: 6. listopadu 2020 - Vydavatelství: Island (UK) |

### Kompilační alba
| Název          | Detaily                                                    | Umístění v hitparádách | Umístění v hitparádách | Certifikace |
| Název          | Detaily                                                    | IRE                    | UK                     | Certifikace |
| -------------- | ---------------------------------------------------------- | ---------------------- | ---------------------- | ----------- |
| Dermot Kennedy | - Vydáno: 4. ledna 2019 - Vydavatelství: Riggins Recording | 4                      | 76                     | - BPI: Gold |

## Extended play
| Název                              | Detaily                                                                 |
| ---------------------------------- | ----------------------------------------------------------------------- |
| Doves & Ravens                     | - Vydáno: 14. dubna 2017 - Vydavatelství: Island                        |
| Mike Dean Presents: Dermot Kennedy | - Vydáno: 5. dubna 2018 - Vydavatelství: Riggins Recording              |
| Lost in the Soft Light             | - Vydáno: 24. dubna 2020 - Vydavatelství: Island (UK), Interscope (US)  |
| I've Told the Trees Everything     | - Vydáno: 15. března 2024 - Vydavatelství: Island (UK), Interscope (US) |

## Singly

### Jako hlavní umělec
| "An Evening I Will Not Forget"                                                          | 2015 | —  | —  | —   | —  | —  | —  | —  | —  | —  | —  | —  | | Dermot Kennedy                 |
| "Shelter"                                                                               | 2016 | —  | —  | —   | —  | —  | —  | —  | —  | —  | —  | —  | | Dermot Kennedy                 |
| "After Rain"                                                                            | 2016 | —  | —  | —   | —  | —  | —  | —  | —  | —  | —  | —  | | Dermot Kennedy                 |
| "Moments Passed"                                                                        | 2017 | —  | 79 | —   | —  | —  | —  | —  | —  | —  | —  | —  | - MC: Gold                                                                                           | Dermot Kennedy                 |
| "Young & Free"                                                                          | 2018 | 82 | —  | —   | —  | —  | —  | —  | —  | —  | —  | —  | | Dermot Kennedy                 |
| "Power Over Me"                                                                         | 2018 | 11 | 10 | 73  | 37 | 35 | —  | 56 | 29 | 27 | 21 | 5  | - BPI: Platinum - BVMI: Gold - MC: 2× Platinum - IFPI SWI: 2× Platinum - SNEP: Gold - RIAA: Gold     | Dermot Kennedy                 |
| "For Island Fires and Family"                                                           | 2019 | 36 | —  | —   | —  | —  | —  | —  | —  | —  | —  | —  | | Dermot Kennedy                 |
| "Lost"                                                                                  | 2019 | 26 | —  | —   | —  | —  | —  | —  | —  | —  | 45 | —  | - ARIA: Gold - BPI: Silver - MC: Gold                                                                | Without Fear                   |
| "Outnumbered"                                                                           | 2019 | 2  | 7  | —   | 45 | —  | 32 | —  | 20 | 6  | 8  | 5  | - ARIA: 2× Platinum - BPI: 2× Platinum - BVMI: Gold - IFPI SWI: Platinum - MC: Platinum - RIAA: Gold | Without Fear                   |
| "Resolution"                                                                            | 2020 | —  | —  | —   | —  | —  | —  | —  | —  | —  | —  | —  | | Songs for Australia            |
| "Giants"                                                                                | 2020 | 1  | 27 | —   | 45 | —  | 25 | 59 | 23 | 12 | 26 | 2  | - ARIA: Gold - BPI: Platinum - BVMI: Gold - IFPI SWI: Platinum - MC: Gold                            | Without Fear                   |
| "Power" (s Kevin Gates)                                                                 | 2020 | —  | —  | —   | —  | —  | —  | —  | —  | —  | —  | —  | - RIAA: Gold                                                                                         | Singl bez alb                  |
| "Don't Cry" (s Bugzy Malone)                                                            | 2020 | 25 | —  | —   | —  | —  | —  | —  | —  | 77 | —  | —  | | The Resurrection               |
| "Better Days"                                                                           | 2021 | 4  | 30 | —   | —  | 42 | 20 | —  | —  | 16 | —  | 18 | - ARIA: Platinum - BPI: Platinum - MC: Gold - RIAA: Gold                                             | Sonder                         |
| "Something to Someone"                                                                  | 2022 | 2  | —  | —   | —  | —  | 27 | —  | —  | 44 | —  | 17 | - BPI: Silver                                                                                        | Sonder                         |
| "Kiss Me"                                                                               | 2022 | 4  | —  | 103 | 46 | —  | 15 | —  | 15 | 15 | —  | —  | - BPI: Platinum                                                                                      | Sonder                         |
| "One Life"                                                                              | 2022 | 10 | —  | —   | —  | —  | 19 | —  | —  | 91 | —  | —  | | Sonder                         |
| "Don't Forget Me"                                                                       | 2023 | 9  | —  | —   | —  | —  | —  | —  | —  | —  | —  | —  | | Sonder                         |
| "Won't Back Down" (s Bailey Zimmerman feat. YoungBoy Never Broke Again)                 | 2023 | 98 | —  | —   | —  | —  | —  | —  | —  | —  | —  | —  | | Rychle a zběsile 10            |
| "Sunday"                                                                                | 2023 | 13 | —  | —   | —  | —  | 37 | —  | —  | —  | —  | —  | | I've Told the Trees Everything |
| "Two Hearts"                                                                            | 2023 | 33 | —  | —   | —  | —  | 27 | —  | —  | —  | —  | —  | | I've Told the Trees Everything |
| "Lucky"                                                                                 | 2024 | 37 | —  | —   | —  | —  | 30 | —  | —  | —  | —  | —  | | I've Told the Trees Everything |
| "Let Me In"                                                                             | 2025 | 17 | —  | —   | —  | —  | —  | —  | —  | —  | —  | —  | | bude oznámeno                  |
| "—" značí, že se nahrávka neumístila v hitparádách nebo v tomto území ani nebyla vydána |      |    |    |     |    |    |    |    |    |    |    |    | |                                |

### Jako vedlejší umělec
| Název                                                                                   | Rok  | Umístění v hitparádách | Umístění v hitparádách | Umístění v hitparádách | Umístění v hitparádách | Umístění v hitparádách | Umístění v hitparádách | Umístění v hitparádách | Umístění v hitparádách | Umístění v hitparádách | Certifikace                                                         | Album              |
| Název                                                                                   | Rok  | IRE                    | AUS                    | CAN                    | BEL (FL)               | GER                    | NLD                    | SWE                    | SWI                    | UK                     | Certifikace                                                         | Album              |
| --------------------------------------------------------------------------------------- | ---- | ---------------------- | ---------------------- | ---------------------- | ---------------------- | ---------------------- | ---------------------- | ---------------------- | ---------------------- | ---------------------- | ------------------------------------------------------------------- | ------------------ |
| "Times Like These" (jako Live Lounge Allstars)                                          | 2020 | 64                     | —                      | —                      | 99                     | —                      | —                      | —                      | —                      | 1                      | - BPI: Silver                                                       | Singl bez alb      |
| "Paradise" (Meduza feat. Dermot Kennedy)                                                | 2020 | 1                      | 19                     | 50                     | 10                     | 14                     | 9                      | 67                     | 12                     | 5                      | - ARIA: Platinum - BPI: Platinum - MC: 2× Platinum - RIAA: Platinum | Introducing Meduza |
| "—" značí, že se nahrávka neumístila v hitparádách nebo v tomto území ani nebyla vydána |      |                        |                        |                        |                        |                        |                        |                        |                        |                        |                                                                     |                    |

### Promo singly
| Název                                                                                   | Rok  | Umístění v hitparádách | Umístění v hitparádách | Album                          |
| Název                                                                                   | Rok  | IRE                    | NZ Hot                 | Album                          |
| --------------------------------------------------------------------------------------- | ---- | ---------------------- | ---------------------- | ------------------------------ |
| "Dreamer"                                                                               | 2022 | 20                     | —                      | Sonder                         |
| "Innocence and Sadness"                                                                 | 2022 | 12                     | 34                     | Sonder                         |
| "Lessons"                                                                               | 2024 | 37                     | 13                     | I've Told the Trees Everything |
| "—" značí, že se nahrávka neumístila v hitparádách nebo v tomto území ani nebyla vydána |      |                        |                        |                                |

## Další umístěné písně
| Název                                                                                   | Rok  | Umístění v hitparádách | Umístění v hitparádách | Certifikace              | Album          |
| Název                                                                                   | Rok  | IRE                    | UK                     | Certifikace              | Album          |
| --------------------------------------------------------------------------------------- | ---- | ---------------------- | ---------------------- | ------------------------ | -------------- |
| "A Closeness"                                                                           | 2019 | 58                     | —                      |                          | Dermot Kennedy |
| "Glory"                                                                                 | 2019 | 83                     | —                      |                          | Dermot Kennedy |
| "All My Friends"                                                                        | 2019 | 18                     | 89                     | - BPI: Silver - MC: Gold | Without Fear   |
| "Rome"                                                                                  | 2019 | 5                      | —                      | - BPI: Silver            | Without Fear   |
| "What Have I Done"                                                                      | 2019 | 6                      | —                      |                          | Without Fear   |
| "Days Like This"                                                                        | 2020 | 21                     | —                      | - ARIA: Gold             | Without Fear   |
| "The Killer Was a Coward"                                                               | 2020 | 43                     | —                      |                          | Without Fear   |
| "Any Love"                                                                              | 2022 | 13                     | —                      |                          | Sonder         |
| "Blossom"                                                                               | 2023 | 40                     | —                      |                          | Sonder         |
| "—" značí, že se nahrávka neumístila v hitparádách nebo v tomto území ani nebyla vydána |      |                        |                        |                          |                |